# Карлов университет
Карловият университет в Прага (на чешки: Univerzita Karlova v Praze, Karlova univerzita v Praze; на латински: Universitas Carolina Pragensis), наричан също Пражки университет, е главният университет в Чехия, най-старият в Централна Европа и сред най-старите университети в света.
Член е на университетското обединение Europaeum. Обучението е на чешки или английски език.

## История
Основан е през 1348 г. от крал (император от 1355 г.) Карл IV по предложение на първия пражки архиепископ Арнощ от Пардубице. За учебни занятия императорът закупува няколко здания в квартал Старе Место, получили по неговото име названието Каролинум (Карлов).
Доколкото е основан от представители на немската общност, то обучението в университета се води на немски език до края на 19 век. По примера на унгарския елит чешката интелигенция в града („будители“) се противопоставя решително на политиката на германизация и университетът е разделен на 2 потока – чешки и немски, през 1882 – 1939 г.
През ноември 1939 г. Чешкият университет е закрит, а много от неговите студенти и професори са депортирани в концлагери. 
В края на войната нацистите открадват исторически артефакти от Карловия университет. Сред тях са златните и сребърните скиптри на отделните факултети на университета, златните вериги на ректора или на отделните факултети, документи за основаване, документи и книги с неизчислима историческа стойност. Нищо от това не е намерено и до днес. Всичко е изпратено в Германия.
След войната започва депортиране на немското население от страната и през октомври 1945 г. Немският университет е закрит, а Чешкият университет е възстановен като единствен Карлов университет.

## Факултети
- 3 теологически факултета – католически, евангелистки и хуситски;
- фармацевтичен (в Храдец Кралове) и 5 медицински факултета (3 в Прага, по 1 в Пилзен и в Храдец Кралове);
- физико-математически факултет (физика, математика, информатика);
- юридически факултет;
- философски факултет;
- педагогически факултет;
- факултет по обществени науки (икономика, управление, журналистика, дизайн, международни отношения):
  - Институт по политология и международни отношения (международни отношения, политология),
  - Институт по международно странознание (международно странознание),
  - Институт по икономически науки (икономическа теория, икономика),
  - Институт по социология (социология и социална политика),
  - Институт по комуникация и журналистика (СМИ и комуникация, журналистика);
- природонаучен факултет;
- факултет по физическа култура и спорт;
- факултет по хуманитарни науки.

## Други звена
- Институт по езикова и професионална подготовка – главно за предварително обучение по чешки език на чуждестранни студенти преди следване в чешки ВУЗове
- Център за икономически изследвания и следдипломно обучение – Икономически институт (Center for Economic Research & Graduate Education – Economics Institute, известен със съкращението CERGE-EI) – съвместно с Чешката академия на науките, обучение на английски език
- Център по въпросите на екологията
- Европейски информационен център
- Изчислителен център
- Библиотека

## Галерия
- Католически теологически факултет
- Хуситски теологически факултет
- Евангелски теологически факултет
- Философски факултет
- Двор на музея на Антонин Дворжак. В дъното първата сграда на Медицинския факултет
- Математико-физически факултет, сграда на Департамента по физика
- Факултет по природни науки, сграда на Департамента по химия
- Юридически факултет
- Вход на Факултета по педагогика
- Факултет по фармация
- Факултет по телесна култура и спорт
- Университетска ботаническа градина

## Известни личности
Преподаватели
- Вацлав Добруски (1858 – 1916), археолог
- Константин Иречек (1854 – 1918), историк
- Панайот Карагьозов (р. 1952), български филолог
- Никодим Кондаков (1844 – 1925), руски историк на изкуството
- Йозеф Моравчик (р. 1945), словашки политик
- Любор Нидерле (1865 – 1944), археолог и етнограф
- Евалд Херинг (1834 – 1918), германски физиолог
- Кирил Христов (1875 – 1944), български писател
- Ян Хус (1369 – 1415), теолог
- Йозеф Юнгман (1773 – 1847), филолог

Студенти и докторанти
- Стоян Аргиров (1870 – 1939), български библиограф
- Веселин Вачков (р. 1968), български журналист
- Петър Данчов (1857 – 1913), български юрист
- Вацлав Добруски (1858 – 1916), археолог
- Константин Иречек (1854 – 1918), историк
- Вера Йоурова (р. 1964), политик
- Люба Касърова (1887 – 1946), българска поетеса
- Франц Кафка (1883 – 1924), писател
- Пандо Колевски (р. 1937), македонски писател
- Милан Кундера (р. 1929), писател
- Йохан Йозеф Лошмит (1821 – 1895), физик и химик
- Андре Мазон (1881 – 1967), френски филолог
- Стефан Младенов (1880 – 1963), български езиковед
- Любор Нидерле (1865 – 1944), археолог и етнограф
- Ян Рокицана (1396 – 1471), теолог
- Цветана Романска-Вранска (1914 – 1969), българска фолклористка
- Любка Рондова (1936 – 2016), българска певица
- Панайот Карагьозов (р. 1952), български филолог
- Борис Спиров (1897 – 1974), македонски лекар и политик
- Стойко Стойков (1912 – 1969), български езиковед
- Никола Тесла (1856 – 1943), сръбско-американски инженер
- Рене Уелек (1903 – 1995), литературен теоретик
- Щефан Фюле (р. 1962), политик
- Ян Хус (1369 – 1415), теолог
- Найден Шейтанов (1890 – 1970), български философ

## Цитирани източници
- Hruška, Emil. Nacisté a české poklady. Praha: Epocha, 2016. ISBN 978-80-7557-005-5.